# Manfred Noa
Manfred Noa (né le 22 mars 1893 à Berlin, Empire allemand; mort le 5 décembre 1930, Berlin, République de Weimar) fut un réalisateur allemand du cinéma muet.

## Biographie
Manfred Noa était le frère de Loo Hardy (en) et travailla comme peintre-décorateur et scénographe au théâtre.
Vilma Bánky affirma qu'il était son réalisateur favori.
On considéra Hélène de Troie comme étant son chef-d'œuvre bien que son coût eut sérieusement endommagé les finances de la Bavaria Film. il est peut-être plus connu aujourd'hui pour Nathan le Sage, adaptation de la pièce de Gotthold Ephraim Lessing écrite en 1779 et qui était un plaidoyer pour la tolérance religieuse.
Il fut le troisième mari d'Eva May (elle se suicida en 1924), fille de Joe May.

## Filmographie
- 1916 : Der schwarze Pierrot
- 1917 : Der Tod des Baumeisters Olsen
- 1917 : Que la lumière soit (Es werde Licht!) (directeur artistique)
- 1917 : Bobby als Amor
- 1918 : Der Stellvertreter
- 1919 : Das Mädchen und die Männer
- 1919 : Liebe
- 1920 : Haß
- 1920 : Schneider Wibbel
- 1920 : Berlin W.
- 1921 : Opfer der Keuschheit
- 1921 : Schieber
- 1921 : Söhne der Nacht
- 1921 : Der heilige Haß
- 1922 : Die Schiffbrüchigen
- 1922 : Nathan le Sage (Nathan der Weise)
- 1924 : Hélène de Troie (Helena)
- 1924 : Das schöne Abenteuer
- 1925 : Der Mann im Sattel
- 1925 : Soll man heiraten?
- 1926 : Die versunkene Flotte (de) (Seeschlacht beim Skagerrak)
- 1926 : Junges Blut
- 1926 : Warum sich scheiden lassen?
- 1926 : Der Mann aus dem Jenseits
- 1926 : Das süße Mädel
- 1926 : Der Provinzonkel
- 1927 : Die Achtzehnjährigen
- 1927 : Gauner im Frack
- 1927 : Glanz und Elend der Kurtisanen
- 1927: Die Dame von Paris
- 1927: Der große Unbekannte
- 1928 : Casanovas Erbe
- 1928 : Die Dame und ihr Chauffeur
- 1928 : Moderne Piraten
- 1929 : Aufruhr im Junggesellenheim
- 1929 : Meine Schwester und ich
- 1930 : Mon coeur incognito
- 1930 : Der Walzerkönig
- 1930 : Leutnant warst Du einst bei den Husaren
- 1931 : Der Weg nach Rio

## Source de la traduction
- (en) Cet article est partiellement ou en totalité issu de l’article de Wikipédia en anglais intitulé « Manfred Noa » (voir la liste des auteurs).